# Окружные артерии таламуса
Окружные артерии таламуса, или огибающие, обходящие артерии таламуса (лат. arteriae circumflexiae thalami), они же поверхностные артерии таламуса (arteriae superficiales thalami) - это, согласно определению, данному Бенно Шлезингером в 1976 году, артерии, кровоснабжающие периферические части таламуса или его поверхность, обходящие или окружающие его, и проходящие значительную часть своего пути во внепаренхиматозных, или экстрапаренхимальных (субарахноидальных) пространствах головного мозга, или вблизи стенок третьего желудочка, непосредственно под его эпендимой, то есть не проникающие в собственно паренхиматозную ткань головного мозга так же быстро и глубоко, как это делают парамедианные артерии, названные им также "таламо-перфорирующими" (arteriae thalamo-perforatae).
К основным представителям этой группы артерий таламуса Шлезингер отнёс передние и задние ворсинчатые артерии, а также одну из артерий подушки таламуса, а именно нижнюю, и так называемые претектальные артерии, цингуло-таламические, спленио-таламические и латеральные мезэнцефальные артерии (латеральные артерии среднего мозга).